# Bovel
Bovel (bretonisch: Bovel; Gallo: Bovéu) ist eine französische Gemeinde mit 600 Einwohnern (Stand: 1. Januar 2022) im Département Ille-et-Vilaine in der Region Bretagne. Sie gehört zum Arrondissement Redon und zum Kanton Guichen. Die Einwohner werden Bovellois genannt.

## Geografie
Die Gemeinde Bovel liegt etwa 27 Kilometer südwestlich von Rennes. Umgeben wird Bovel von den Nachbargemeinden Maxent im Nordwesten und Norden, Baulon im Norden und Nordosten, La Chapelle-Bouëxic im Osten und Südosten, Maure-de-Bretagne im Süden sowie Campel im Südwesten und Westen.

## Geschichte
Bis 1872 war Bovel Teil der Nachbargemeinde Maure-de-Bretagne.

### Bevölkerungsentwicklung
| Jahr          | 1962 | 1968 | 1975 | 1982 | 1990 | 1999 | 2006 | 2013 | 2020 |
| Einwohner     | 390  | 388  | 306  | 303  | 312  | 331  | 499  | 595  | 595  |
| Quelle: INSEE |      |      |      |      |      |      |      |      |      |

## Sehenswürdigkeiten
- Kirche Notre-Dame, 1896 bis 1901 erbaut

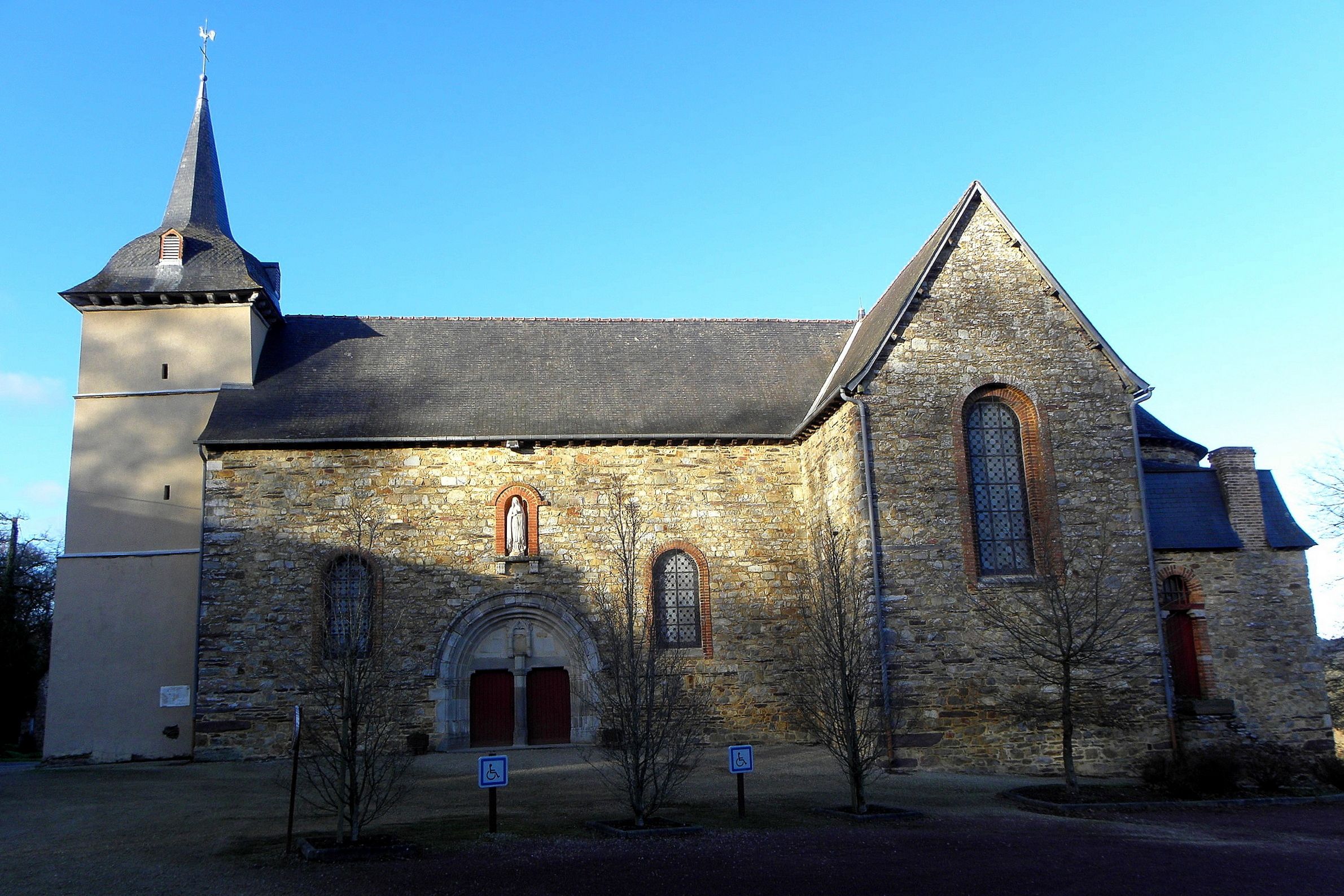
Kirche Notre-Dame